# Gloria de Mees

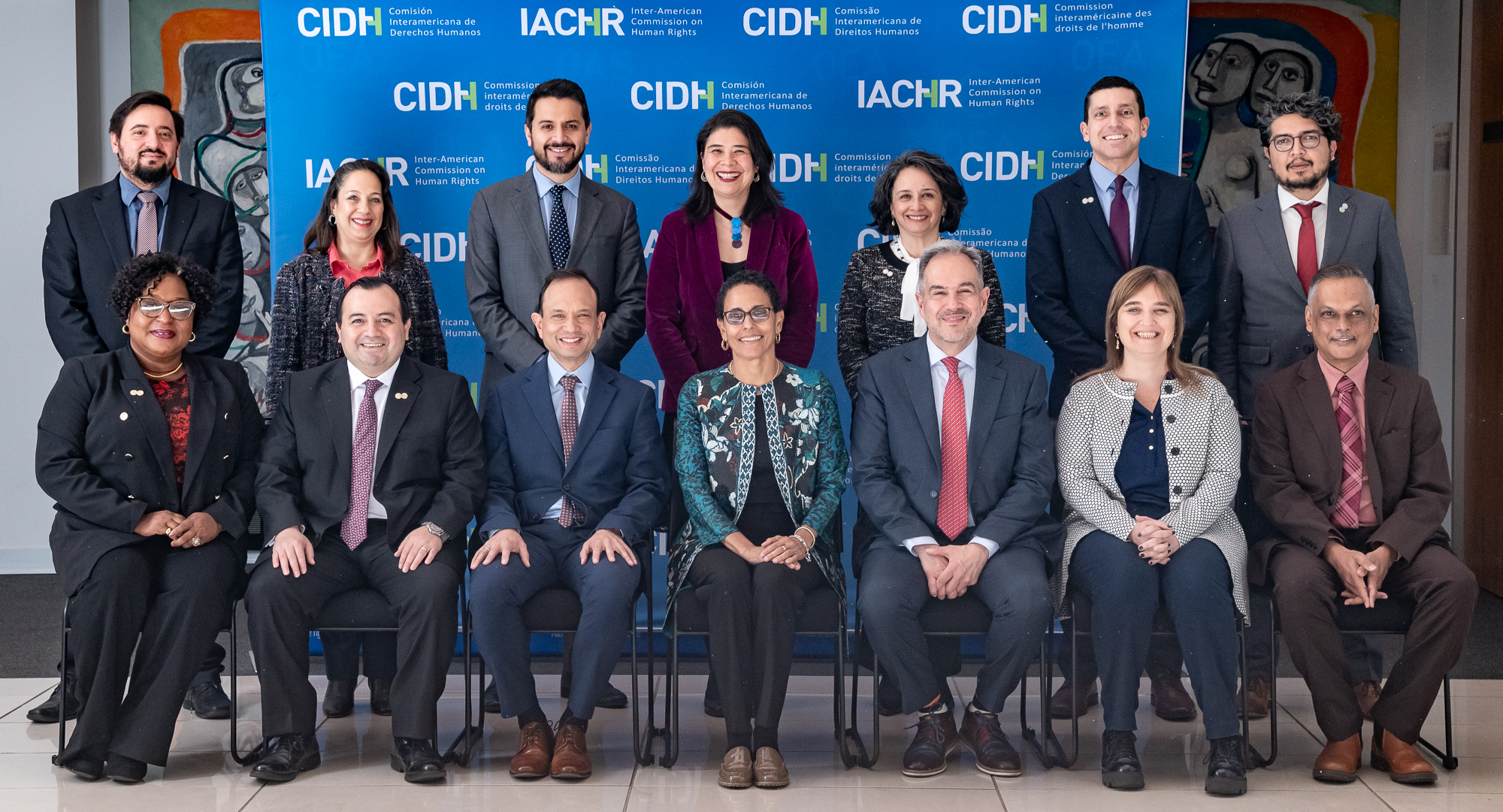
IACHR in 2024

Gloria Monique de Mees is een Surinaams jurist en diplomaat. Ze is sinds 2014 docent aan de faculteit voor Rechtsgeleerdheid aan de Anton de Kom Universiteit van Suriname (AdeKUS) en sinds 2024 commissaris van de Inter-Amerikaanse Commissie voor de Rechten van de Mens (IACHR) van de Organisatie van Amerikaanse Staten (OAS).

## Biografie
Gloria de Mees slaagde in augustus 2000 als meester in de rechten aan de AdeKUS. Drie jaar later behaalde ze een postacademisch diploma aan het FHR School of Law i.s.m. het International Institute of Social Studies in Den Haag. In 2013 slaagde ze voor haar MBA aan het Australian Institute of Business. Daarnaast behaalde ze nog tal van certificaten.
Ondertussen kwam ze in 1997 in dienst van het Surinaamse ministerie van Buitenlandse Zaken. Ze werkte eerst een jaar voor het Bureau van Immuniteiten en Voorrechten. In de vijfenhalf jaar erna werkte ze voor de Dienst Amerika, waarvan de laatste tweeënhalf jaar als leidinggevende. Van december 2005 tot juli 2007 was ze zaakgelastigde op de ambassade in Trinidad en Tobago. Van 2008 tot 2013 was ze  directeur voor duurzaam toerisme bij de Association of Caribbean States. Hierna ging ze nog nog enkele maanden terug naar de ambassade in Trinidad, waar ze toen plaatsvervangend ambassadeur was.
Van augustus 2013 tot augustus 2016 was ze adjunct-secretaris voor regionale integratie op het ministerie. Voor het ministerie was ze ook plaatsvervangend algemeen coördinator van de Unie van Zuid-Amerikaanse Naties (Unasur). Ze toen betrokken bij de organisatie van het eerste Jongerencongres van de Unasur dat in Paramaribo gehouden werd. Van september 2016 tot februari 2020 was ze Hoofd Internationale Zaken voor de Rekenkamer van Suriname.
Daarnaast is ze sinds 2014 docent aan de faculteit voor Rechtsgeleerdheid aan de AdeKUS. Vanuit die rol was ze betrokken bij de totstandkoming van de Wet collectieve rechten inheemse- en tribale volken. Ook werkte ze verdragen van de Verenigde Naties uit tot Surinaamse conceptwetten, zoals het Verdrag inzake de rechten van het kind, het Internationaal verdrag inzake burgerrechten en politieke rechten en het Internationaal Verdrag inzake de uitbanning van alle vormen van rassendiscriminatie.
Op 23 juni 2023 werd ze gekozen tot commissaris van de Inter-Amerikaanse Commissie voor de Rechten van de Mens (IACHR). De verkiezingen vonden plaats tijdens de 53e algemene vergadering van de OAS. Ze trad toe op 1 januari 2024 voor de periode tot 2027. Ze is de eerste Surinamer in deze functie.
Daarnaast was ze van 2003 tot 2013 via religieuze organisaties betrokken bij kinderen- en jeugdwerk en daarna werd ze bestuurslid bij het Vrouwen Creatief Collectief. In 2019 nam ze zitting in het bestuur van de Surinaamse Juristen Vereniging (SJV).